# Bernard Łosiński
Bernard Antoni Łosiński (ur. 20 maja 1865 w Wielu, zm. 20 kwietnia 1940 w Sachsenhausen) – Sługa Boży Kościoła katolickiego, polski duchowny katolicki, działacz polityczny, poseł na Sejm Ustawodawczy i III kadencji w II RP z ramienia Narodowego Zjednoczenia Ludowego oraz Stronnictwa Narodowego.

## Życiorys
Teologię studiował w Münster i w Pelplinie. Święcenia kapłańskie otrzymał w 1891, a następnie do 1897 pełnił funkcję wikariusza katedralnego i prokuratora seminarium duchownego. W latach 1897–1939 był proboszczem w Sierakowicach, poza tym od 1926 kanonikiem chełmińskim.
Należał do wielu organizacji między innymi: Towarzystwa Pomocy Naukowej w Chełmnie, Towarzystwa Naukowego w Toruniu, czy Towarzystwa Przyjaciół Kaszub. Wspierał działalność Towarzystw Ludowych i Towarzystw Czytelni Ludowych.
W 1903 został wybrany na posła do sejmu pruskiego z okręgu wejherowski-pucko-kartuskiego. Był sekretarzem Koła Polskiego w sejmie pruskim. Jako jeden z nielicznych działaczy polskich z Pomorza przed 1914 został członkiem Towarzystwa Demokratyczno-Narodowego, a w 1918 wszedł w skład tajnej Ligi Narodowej. W 1920 w wyborach uzupełniających został wybrany z listy Polskiego Stronnictwa Ludowego-Pomorze posłem na Sejm Ustawodawczy. Podczas kadencji był członkiem klubu Narodowego Zjednoczenia Ludowego. Następnie członek Związku Ludowo-Narodowego. Ponownie na posła (III kadencji) został wybrany w 1930 z listy Stronnictwa Narodowego.
2 maja 1923 został odznaczony Krzyżem Oficerskim Orderu Odrodzenia Polski „za zasługi, położone dla Rzeczypospolitej Polskiej na polu pracy społecznej na Pomorzu”.
Należał do najbardziej aktywnych na Pomorzu działaczy endeckich oraz przeciwników sanacji. Równocześnie był społecznikiem i gorącym patriotą. Przez całe swoje życie walczył o polski charakter Pomorza, przeciwstawiając się germanizacji Kaszub.

## Aresztowanie i śmierć
7 kwietnia 1940 został aresztowany przez gestapo i przewieziony do kartuskiego więzienia. Tu przebywał dwa dni i rano 9 kwietnia 1940 został dołączony do transportu więźniów ze Stutthofu i wraz z nim przewieziony do obozu koncentracyjnego w Sachsenhausen w Niemczech. Po przybyciu na miejsce (10 kwietnia 1940) umieszczono go w bloku 18, skrzydło B. Wcześniej torturowany, 20 kwietnia 1940 został bestialsko zamordowany.
Jest jednym z 122 Sług Bożych, wobec których 17 września 2003 rozpoczął się proces beatyfikacyjny drugiej grupy męczenników z okresu II wojny światowej.

## Rodzina
Był synem Wojciecha – rolnika i Matyldy z Kiedrowskich.